# Ken’ichi Tanimura
Ken’ichi Tanimura (japanisch 谷村 憲一 Tanimura Ken’ichi; * 26. Januar 1995 in Morioka) ist ein japanischer Fußballspieler.

## Karriere
Tanimura erlernte das Fußballspielen in der Schulmannschaft der Morioka Commercial High School. Seinen ersten Vertrag unterschrieb er 2013 bei Montedio Yamagata. Der Verein spielte in der zweithöchsten Liga des Landes, der J2 League. Im Juli 2014 wurde er an den Drittligisten Gainare Tottori ausgeliehen. Für den Verein absolvierte er sechs Ligaspiele. 2015 wurde er an den Drittligisten Grulla Morioka ausgeliehen. Für den Verein absolvierte er 84 Ligaspiele. 2019 wechselte er zu Morioka Zebra.